# タイガー戸口
タイガー戸口（タイガーとぐち、1948年2月7日 - ）は、在日韓国人の元プロレスラー。本名は表 正徳（表 正德 / ピョ・ジョンドク / 표 정덕 / Pyo Jeongdeok）、日本名は母方の名字から戸口 正徳（とぐち まさのり）。東京都葛飾区出身。
キム・ドク、タイガー・チャン・リーのリングネームでも知られ、日本では日本プロレスを経て全日本プロレスや新日本プロレス、アメリカではNWA、AWA、WWFなどのメジャー団体で活動した。

## 来歴
修徳高等学校ではバスケットボールと柔道で活躍する。柔道では各大学からスカウトの声がかかっていたが、1967年3月12日、大木金太郎の口利きにより日本プロレスに入門。同時期に柔道界からは坂口征二もプロレス入りしていたことから、柔道界との軋轢を避けるため、特錬（トレーニング）と称して約半年間、韓国でほとぼりを冷ましていた。韓国滞在中に朴成模（パク・スンモ）を相手に試合を行っているが、帰国後の1968年8月30日、後楽園ホールでの柴田勝久戦で正式にデビュー。当時の若手選手向けに行なわれていたカール・ゴッチのレスリング教室で練習を積んでいたこともあり、アントニオ猪木の新技（卍固め）の初公開撮影の実験台にもなった。
1972年12月末、日本プロレス崩壊直前にアメリカ修行に出発し、キム・ドク（Kim Duk、漢字表記は金徳）を名乗る。渡米中に日本プロレス崩壊を迎え、以降はそのままアメリカに残り、ロサンゼルスを皮切りに、東洋系の大型ヒールとして各地を転戦。NWAトライステート地区ではグリズリー・スミスと抗争を展開、1973年10月にはスタン・コワルスキーと組んで同地区のUSタッグ王座を獲得した。1974年にはインディアナポリスのWWAに参戦、ミツ荒川のパートナーとなり、ディック・ザ・ブルーザー、ウイルバー・スナイダー、カウボーイ・ボブ・エリス、ペッパー・ゴメス、ムース・ショーラック、アート・トーマスらと対戦した。1975年からはAWAに進出し、10月25日にミルウォーキーにてバーン・ガニアのAWA世界ヘビー級王座に挑戦している。AWAではビル・ロビンソン、クリス・テイラー、ジョー・ルダック、ラリー・ヘニング、マッドドッグ・バション、バロン・フォン・ラシク、ピーター・メイビアとも対戦した。1977年はNWAミッドアトランティック地区に登場、グレート・マレンコをマネージャーに、ワフー・マクダニエルとの抗争やマスクド・スーパースターとのタッグなどで活躍した。ミッドアトランティックではミスター・レスリング、ルーファス・ジョーンズ、ディノ・ブラボー、マイティ・イゴール、ポール・ジョーンズ、リッキー・スティムボートなどとも対戦している。
その間の1976年10月に一時帰国し、日本プロレス時代に付き人を務めていた大木金太郎と韓国師弟タッグを結成して全日本プロレスに参戦。10月28日の蔵前国技館大会にてジャイアント馬場&ジャンボ鶴田を破り、インターナショナル・タッグ王座を奪取する。12月9日にタイトルを奪還された後、ミッドアトランティック地区での活動を経て、1977年10月21日の横浜文化体育館における馬場&鶴田VSボボ・ブラジル&ケン・パテラのインターナショナル・タッグ王座戦の試合後にチェーンを持って乱入。鶴田とのチェーンマッチを迫った。チェーンマッチはPWF本部に却下されたものの、10月29日に黒磯市公会堂にて鶴田との初のシングルマッチが実現。1本目はロープ越しのブレーンバスターで速攻で先取したが、2本目は回転エビ固めで返され、3本目は戸口の反則負けとなった。
その後も日本では大木との師弟コンビで活動し、インターナショナル・タッグ王座には1977年11月7日にも韓国のソウルにて馬場&鶴田を下し再び戴冠。年明けにはキング・イヤウケア&ブル・ラモスの挑戦を2度にわたって退け、国際プロレスにも揃って参戦してラッシャー木村&グレート草津を相手に防衛戦を行い、1978年5月11日に馬場&鶴田に敗れるまで保持した。また、年齢が近く体格も拮抗していたことから「ジャンボ鶴田のライバル」と目され鶴田との抗争を展開。2度のUNヘビー級王座戦を含め、鶴田とのシングルマッチは0勝1敗8分（反則負けが1回、引き分けはリングアウトが3回、時間切れが5回）であった。なかでも1978年9月13日、愛知県体育館におけるUN戦は全日本初期の名勝負に数えられている（60分フルタイムの後に5分の延長戦が組まれ、それでも引き分けとなった）。
1979年、大木がアブドーラ・ザ・ブッチャーと共闘したことに憤慨、「ブッチャーの風下に立つ気はない」と大木と袂を分かち、ザ・ファンクス預かりの身となる。その後、それまでのフリーの立場から正式に全日本所属となり、リングネームもタイガー戸口に改名。馬場、鶴田に次ぐNo.3のポジションを与えられる。ディック・マードックに移っていたUNヘビー級王座への挑戦や、ハーリー・レイスのNWA世界ヘビー級王座への挑戦、プリンス・トンガと両A面でテーマ曲のシングルレコードが発売されるなど、当時の馬場の扱いは天龍源一郎よりも格上であった。全日本入団後は、星条旗が施されたタイツや映画『ロッキー』のアポロ・クリードのようなジャンパーを着用するなど、アメリカン・ドリームを強調すべくイメージチェンジを図っていた。また、鶴田とタッグを組んでいた試合の多くは戸口がフォールを取っている。鶴田と組んだタッグマッチでは27勝1敗とほぼ無敵であった。同年プロレス夢のオールスター戦へ出場。マサ斎藤&高千穂明久と組み、ジャンボ鶴田、藤波辰巳、ミル・マスカラスと対戦している。
1981年、IWGPへの参加を唱えて新日本プロレスへ移籍。これは、当時の新日本と全日本における選手の引き抜き合戦の結果なのだが、後に本人は移籍の決め手として「当時アメリカに家族がいて、全日本に頼んだが飛行機のチケット代を出してくれなかった。しかし、新日本は往復チケットを毎回用意するとのオファーがあったから」、「このまま全日本にいても（生え抜きの）ジャンボの上に行けるわけでもないし」と発言している。それに加え「馬場から日本に定着するよう要請され、アメリカに住む家族を呼び寄せることにしたが、その飛行機代を馬場が出すという約束を反故にされた」、「自分が全日本にしていた借金を新日本が肩代わりしてくれた」という事も理由だと発言している。
移籍後、IWGPアジア予選リーグ戦の名目で猪木とのシングルマッチが9月23日に田園コロシアムのメインイベントとして組まれるが、この試合前のセレモニーにラッシャー木村とアニマル浜口（後のはぐれ国際軍団）が登場してマイクアピールを行い、さらにはセミファイナルにてスタン・ハンセン対アンドレ・ザ・ジャイアントの歴史的名勝負も行われたなど、試合自体の印象が薄くなる不運に見舞われた。その後は日本とアメリカを行き来し、1982年末の『第3回MSGタッグ・リーグ戦』ではキラー・カーンと組んで準優勝を果たした。
アメリカでは1983年3月3日、NWAセントラル・ステーツ地区でヤス・フジイと組み、ボブ・ブラウン&バズ・タイラーを破って同地区のタッグタイトルを獲得。同年夏からはタイガー・チャン・リー（Tiger Chung Lee）を名乗り、ミスター・フジのパートナーとしてWWFに参戦。8月27日にニューヨークのマディソン・スクエア・ガーデンに初出場し、トニー・ガレアから勝利を収める。ミル・マスカラスとのシングルマッチも組まれ、ティト・サンタナが保持していたインターコンチネンタル・ヘビー級王座にも度々挑戦した。1984年1月にはフジとのタッグでハルク・ホーガン&ボブ・バックランドの新旧WWF王者コンビとも対戦している。以降もWWFにはジョバーのポジションで1988年初頭まで在籍した。
その間、1983年の新日本プロレスでは軍団抗争が繰り広げられており、キラー・カーンとの絡みなどから長州力が率いる維新軍団の一員としての扱いを受けるが、7月開幕の『サマー・ファイト・シリーズ』と11月開幕の『第4回MSGタッグ・リーグ戦』の2シリーズのみの新日本参戦だったため実体はなかった。1984年秋のジャパンプロレス勢の新日本プロレス離脱後は、手薄となった日本陣営への助っ人という形で正規軍扱いとなった。しかし、親交があったとはいえ堂々とジャパンプロレス社長の大塚直樹を訪ねるなどの行動があったため、扱いは悪くなり、デビューしたてだったアノアロ・アティサノエ（小錦の兄）とのシングルマッチにも敗退。そこで大塚の仲介でジャパンプロレスへの移籍→全日プロレス復帰を目論むが、馬場の反対で実現せず、しばらく日本を離れてWWFでジョバーを務めていた。
1988年1月のTVテーピングにおけるジャンクヤード・ドッグ戦を最後にWWFを退団。しばらくリングを離れた後、1990年下期よりカルロス・コロンの主宰するプエルトリコのWWCに単発出場していた。
以降、1990年代前半はキム・ドクとして日本の各団体へ参戦し、1991年には栗栖正伸とピラニア軍団を名乗って新日本プロレスへ（タイガー・ジェット・シンとも共闘）、1992年にはプエルトリコ軍団としてW★INGプロモーションへ（当時フェイスターンしていたミスター・ポーゴと抗争）、1994年にはWARへ出場（11月からは青鬼なるマスクマンとして参戦。パートナーの「赤鬼」はWWF時代の盟友ドン・ムラコ）。この間、1993年にメキシコのUWAで覆面レスラーのヤマト（Yamato）に変身、8月にドス・カラスに敗れマスクを剥がされるが、1994年3月14日にカネックを破りUWA世界ヘビー級王座を奪取した。
1995年も上期までWARへ参戦していたが、石川孝志率いる新東京プロレスへ12月に出場した後、再びリングを離れる。1999年1月31日の馬場の死去に際しては、全日本プロレス所属でないプロレスラーとしては一番早く弔問に訪れた。その2年後の2001年1月より、前年に選手の大量離脱に見舞われた全日本へ復帰するも長くは続かず、WWSへの2002年2月の参戦を最後にセミリタイアし、以降はNPO団体に勤務していた。
2009年10月12日、『蝶野正洋25周年特別興行 ARISTTRIST in 両国国技館』の時間差バトルロイヤルに参戦、全14選手が参加した乱戦においてラスト4人まで勝ち残り、往年の雄姿を見せた。2010年3月14日にはDDTに出場、星誕期をパートナーに『タイガー戸口チャレンジ』と題した変則タッグマッチを行い、松永智充、高尾蒼馬、伊橋剛太の若手3選手に胸を貸した。
その後は都内にて戸井克成、渡辺宏志らと共に若手選手の育成に携わり、レッド・タイガー、雷電、雅角らをデビューさせている。2011年5月6日には、新木場1stRINGにて行われた福祉と格闘技の交流イベント『バトルエイド』に出場、雷電をパートナーに戸井&レッド・タイガーと対戦した。
2018年2月16日、武藤敬司がプロデュースするPRO-WRESTLING MASTERSの後楽園ホール大会に参戦、グレート小鹿&百田光雄と全日本プロレスOBトリオを組み、平成維震軍の越中詩郎、青柳政司、齋藤彰俊組から勝利を収めた。同年6月10日にはプロレスリングA-TEAMの北千住大会において、往年の得意技ツームストーン・パイルドライバーで下田大作を破りWEWヘビー級王座を獲得、70歳でのタイトル戴冠を果たした。
2019年2月19日、両国国技館で開催された『ジャイアント馬場没20年追善興行～王者の魂～』に参戦、第1試合のメモリアル・バトルロイヤルに出場した。
心房細動の影響により、同年9月19日のTCW新宿FACE大会を最後にしばらく試合を離れる。手術直後の12月には松永光弘へ引退を伝えたが、2020年2月20日のTCW新木場大会が『タイガー戸口 心臓手術チャリティー興行』と銘打って行われたことを受け、「元気が出ればリングに戻りますよ」とコメントした。3月20日には『和志組外伝〜闘真〜』に出場、日向小陽とシングルマッチを行った。
2022年、現役引退を発表。5月31日に後楽園ホールで開催された『ジャンボ鶴田23回忌追善興行』において引退試合が行われた。当日は藤波辰爾&谷津嘉章とトリオを組み、渕正信、越中、井上雅央組と対戦。井上からピンフォール勝ちを収め、試合後は現役の選手達に「プロレスの灯を消すな」という言葉を遺した。引退後は警備会社を設立する意向を示した。
2024年8月24日、谷口裕一と組んでのタッグマッチで復帰を果たし、高杉正彦&百田力と対戦した。今後は日本のプロレス界とは縁を切り、アメリカでプロレスラーとしての活動を行うとしている。

## エピソード
- 父親の表福昌は中国系朝鮮人で、竜錦の四股名で十両まで務めていた（戸口が4歳の時に引退）。力道山の先輩にあたり、戸口も小学校4年生の時に父親と一緒に力道山に会ったことがある[1]。中学卒業時も力道山にプロレス入りを打診しに行ったが、「友達の子供は預かれない」として断られたという[1]。
- アメリカ合衆国への永住権を保持しており、日本語、韓国語、英語、スペイン語と四カ国語を話すことができる。特に英語は、子供の頃から父親に教えてもらっていた（立川にあった在日米軍基地の空軍下士官が父親の友人だった）こともあり[3]、若手の頃から堪能で、日本プロレスで外国人係を担当していたジョー樋口が負傷等でシリーズに帯同できなくなった際には、臨時に外国人係を務めていた。
- 若手時代、試合前のトレーニング中に馬場から「いまいくつ（何歳）だ?」と聞かれ、戸口が22歳、一緒にトレーニングをしていたサムソン・クツワダが23歳と答えたところ、「そうか、俺は君らの歳の頃にはニューヨークにいたぞ」などと言われて強い衝撃を受け、一層トレーニングに励み、試合後には関係者に自分のファイト内容について聞いて回るようになった。
- 最初のアメリカ修行地であるロサンゼルスは韓国人の移民が多かったこともあり、ベビーフェイスのポジションで活動[58]。ザ・デストロイヤー、ブラック・ゴールドマン、エル・ゴリアス、リッパー・コリンズ、ゴードン・ネルソンらと対戦した[59]。デストロイヤーとのシングルマッチではノーコンテストの戦績を残している[58][60]。ロサンゼルス地区ではキンジ渋谷やマサ斎藤ともタッグを組んだ[59]。
- 全日本プロレス参戦を果たす以前の1975年2月5日、テキサス州サンアントニオにおいて、海外遠征中だった馬場&鶴田とバトルロイヤルで同じリングに上がったが、両者との絡みはまったくなかったという（当日、馬場&鶴田はファンクスからインターナショナル・タッグ王座を奪取、戸口はロディ・パイパーと対戦）[61]。
- 全日本プロレス参戦は大木からの要請で自ら望んだことではなく、当時アメリカでヒールとして名が売れていたため、日本に戻りたくはなかったが義理で帰国したと発言している。また、全日本に参戦したことでギャラが1/4に減り、アメリカに住んでいる家族への仕送りで生活がかなり苦しく、全日本に借金をしていたとも発言しており（その借金を新日本プロレスが肩代わりしてくれたことも、新日本への移籍理由の一つとなっている）、馬場に対しては不満を、全日本プロレスに対しては愛憎入り混じった発言をしている[62]。
- 1978年2月5日に後楽園ホールで行われた鶴田とアントン・ヘーシンクのUNヘビー級タイトルマッチでは、前哨戦で自分がダシに使われたことに憤慨し、翌日、馬場に事務所で「俺とジャンボを安売りみたいな形で当てないでくれ」「あんな下手クソな奴（ヘーシンク）を話題作りでジャンボに当てないでくれ」と直訴した[17]。
- プロレス専門誌の名鑑等では、全日本プロレス離脱後も継続してライバル欄には必ず「ジャンボ鶴田」と記載されていた。
- 松永光弘がメキシコに遠征中に体調を崩し、言葉が通じないので病院にも行けず困り果てていた際、偶然現地で出会った戸口に状況を説明すると、医者の手配からプロモーターとの交渉まで代行してくれたという。
- 1988年に公開されたアーノルド・シュワルツェネッガー主演映画『レッドブル』に出演。冒頭でシュワルツェネッガーのパンチを喰らいサウナの外に吹っ飛ばされるロシアン・マフィアの一員を演じた。
- 自身を懇意にしている貴闘力の証言によると、戸口が5年ほどステロイドを使用していたと自ら話していたとのこと。貴闘力は、ステロイドを5年間使用していても彼が元気でいられたのは内臓が丈夫だからだとしている[63]。

## 得意技
キウイ・ロール
回転しながら膝を攻める関節技。上記、ジャンボ鶴田戦（1978年9月13日、愛知県体育館、UN戦）の1本目で鶴田からギブアップを奪った。開発者はエイブ・ジェイコブズ。
ブレーンバスター
ツームストーン・パイルドライバー
かける前に相手を右肩に担ぐことや、かけた後にフォールに入り、レフェリーの1・2・3のカウントの声と同時に自分でそのカウントの数字を指で作り観客にアピールするのが特徴。
かんぬきスープレックス
ニー・ドロップ
ショルダー・バスター
全日本プロレス時代に決め技として多用。

## 獲得タイトル
全日本プロレス
- インターナショナル・タッグ王座：2回（w / 大木金太郎） [16]

NWAトライステート
- NWA USタッグ王座（トライステート版）：1回（w / スタン・コワルスキー） [7]

セントラル・ステーツ・レスリング
- NWAセントラル・ステーツ・タッグ王座：1回（w / ヤス・フジイ） [26]

ワールド・レスリング・カウンシル
- WWCカリビアン・ヘビー級王座：2回 [65]

ユニバーサル・レスリング・アソシエーション
- UWA世界ヘビー級王座：1回 [41]

プロレスリングA-TEAM
- WEWヘビー級王座：1回

プロレス大賞
- 1978年度 敢闘賞

## 入場テーマ曲
- スリーパー・ホールド（作曲：難波弘之、演奏：ヘッド・ロックス）

## 著書

### 単著
- 『虎の回顧録 昭和プロレス暗黒秘史』（2019年2月26日、徳間書店）ISBN 978-4198647827

### 共著
- ザ・グレート・カブキ『毒虎シュート夜話　昭和プロレス暗黒対談』（2019年7月30日、徳間書店）ISBN 978-4198648947

## 映画出演
- ゴールデン・チャイルド（1986年） - カーン役 ※「タイガー・チャン・リー」名義
- レッドブル（1988年） - モンゴル・ヒッピー役 ※「戸口正徳」名義
- ブラインド・フューリー（1989年） - カジノ・ボディガード役 ※「タイガー・チャン・リー」名義